# David Ben-Zvi

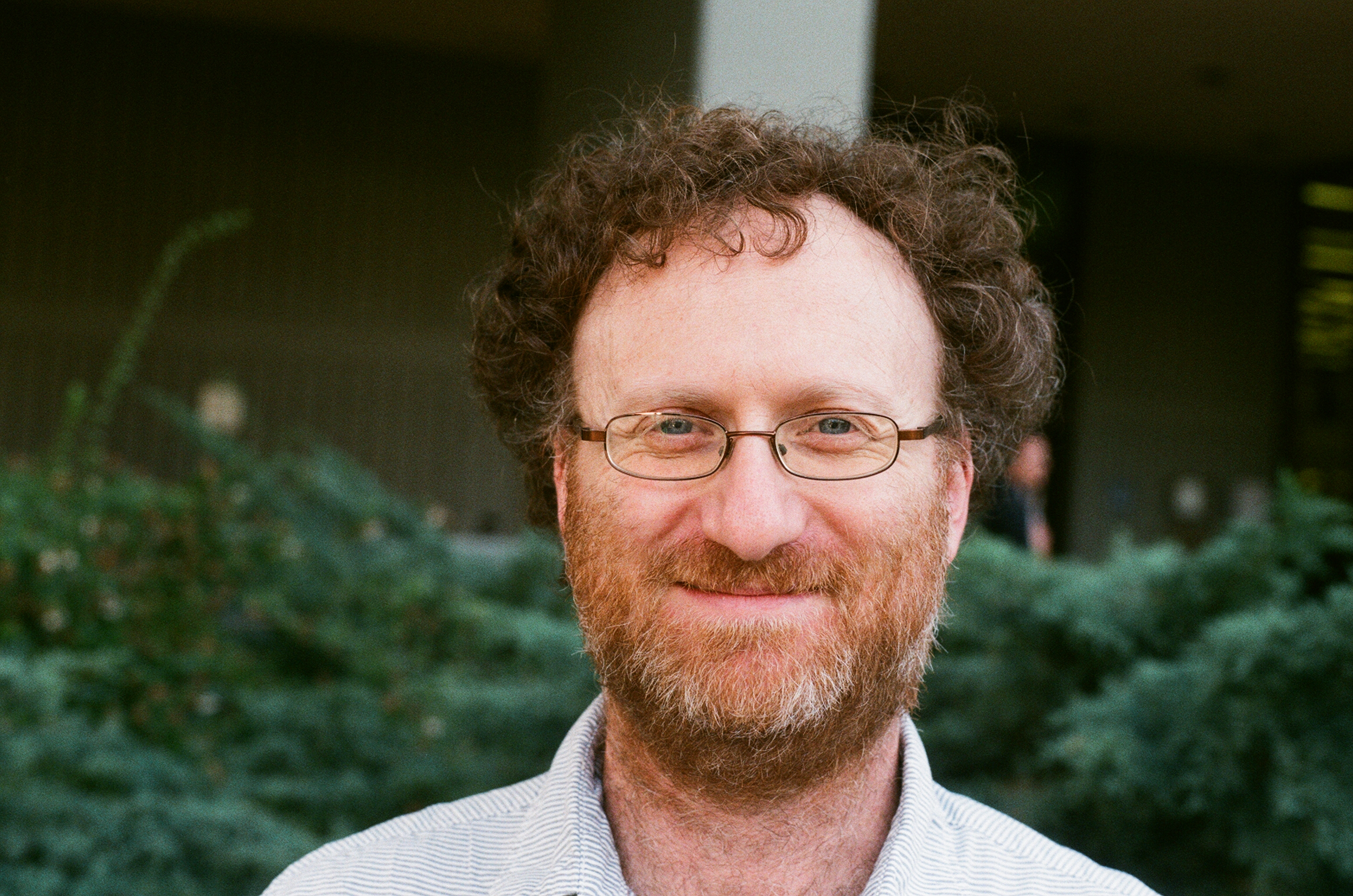
David Ben-Zvi, 2014

David Dror Ben-Zvi (* 19. Juni 1974) ist ein US-amerikanischer Mathematiker.
Ben-Zvi studierte an der Princeton University mit dem Bachelor-Abschluss summa cum laude 1994 und wurde 1999 bei Edward Frenkel an der Harvard University promoviert (Spectral curves, opers and integrable systems). 1999 bis 2003 war er Dickson Instructor an der University of Chicago. Er ist seit 2003 Assistant Professor, seit 2008 Associate Professor und seit 2013 Professor an der University of Texas at Austin (Joel B. and Louise Cook Professor).
Er befasst sich wie Frenkel mit dem geometrischen Langlandsprogramm im Schnittpunkt von Darstellungstheorie (von Lie-Gruppen und -algebren), algebraischer Geometrie und mathematischer Physik (z. B. topologische Quantenfeldtheorien und deren Zusammenhang mit dem geometrischen Langlandsprogramm), Anwendungen der nichtkommutativen Geometrie auf integrable Systeme der mathematischen Physik und umgekehrt Anwendungen von geometrischen Strukturen der mathematischen Physik (wie Vertexalgebren und konforme Feldtheorien) in der Geometrie der Modulräume der algebraischen Geometrie.
2008 war er am Institute for Advanced Study, 2014 Forschungsprofessor am MSRI, 2004 Gastprofessor an der Northwestern University und 2014 in Berkeley.
2012 wurde er Fellow der American Mathematical Society. 2017 war er Simons Fellow.

## Schriften (Auswahl)
- mit E. Frenkel: Vertex algebras and algebraic curves. American Mathematical Society 2001
- mit E. Frenkel: Spectral curves, operads and integrable systems. Pub. Math. IHES, Band 94, 2001, S. 87–159, Arxiv
- mit E. Frenkel: Geometric realization of the Segal-Sugawara construction. In: London Math. Soc. Lecture Note Series 308 (Proc. 2002 Oxford Symp. in Honor of Graeme Segal), 2004, Arxiv
- Moduli spaces. In: Gowers u. a. Princeton Companion to Mathematics, Princeton UP 2008
- mit D. Nadler: Loop Spaces and Langlands Parameters. Arxiv 2007
- mit R. Heluani und M. Szczesny: Supersymmetry of the chiral de Rham complex. Compositio Mathematica, Band 144,  2008, S. 503–521, Arxiv
- mit Thomas Nevins: From solitons to many-body systems. Pure and Applied Math Quarterly, Band 4, 2008, S. 319–361, Arxiv
- mit D. Nadler: The character theory of a complex group. Arxiv 2009
- mit J. Francis und D. Nadler: Integral transforms and Drinfeld centers in derived algebraic geometry. J. American Math. Soc., Band 23, 2010, S. 909–966, Arxiv
- mit T. Nevins: D-bundles and integrable hierarchies. European J. Math., Band 14, 2011, S. 1503–1565, Arxiv
- mit David Nadler: Loop spaces and connections. Journal of Topology, Band 5, 2012, S. 377–430, Arxiv
- mit D. Nadler: Loop spaces and representations. Duke Math. J., Band 162, 2013, S. 1587–1619, Arxiv
- mit Adrien Brocher und David Jordan: Integrating quantum groups over surfaces. Arxiv 2015
- mit D. Nadler: Elliptic Springer theory. Compositio Math., Band 151, 2015, S. 1568–1584, Arxiv
- mit D. Nadler: Betti geometric Langlands. Arxiv 2016.